# Lothar Sieber
Lothar Sieber (ur. 7 kwietnia 1922, zm. 1 marca 1945) – niemiecki pilot z okresu drugiej wojny światowej. Dosłużył się stopnia podporucznika (Leutnant), ale został zdegradowany po tym, jak udowodniono mu samowolne oddalenie się pod wpływem alkoholu.
Zginął podczas jedynego testu samolotu rakietowego Natter. Pośmiertnie został awansowany do stopnia porucznika (Oberleutnant).